# NCT 127
NCT 127 (hangul: 엔시티 127 ensiti il-i-chil) – druga oficjalna podgrupa południowokoreańskiego boysbandu NCT. Została założona przez SM Entertainment w 2016 roku. Ich nazwa to połączenie akronimu „NCT” oraz liczby „127” reprezentującej współrzędną długości geograficznej miasta Seulu. Podczas gdy ich dyskografia jest głównie hip-hopowa i zdominowana przez R&B, zespół łączy również inne gatunki, takie jak pop, house, trap i synth-pop, wykonując swoją muzykę w języku koreańskim, angielskim i japońskim. Zadebiutowali 10 lipca 2016 roku w siedmioosobowym składzie: Taeil, Taeyong, Yuta, Jaehyun, Winwin, Mark i Haechan, wydając minialbum NCT #127, który odniósł komercyjny sukces i zdobył kilka nominacji oraz nagrody dla najlepszej nowej grupy podczas kilku ceremonii muzycznych w Korei Południowej w 2016 roku. Członkowie Doyoung i Johnny dołączyli do podgrupy w grudniu 2016 roku, przed wydaniem kolejnego minialbumu Limitless w 2017 roku. Jungwoo został dziesiątym członkiem we wrześniu 2018 roku, przed wydaniem pierwszego pełnego albumu Regular-Irregular w październiku 2018 roku. Dziesięcioosobowa podgrupa jest pierwszą stałą podjednostką NCT.

## Powstanie
W styczniu 2016 roku założyciel SM Entertainment – Lee Soo-man wygłosił prezentację w SM Coex Artium zatytułowaną „SMTOWN: New Culture Technology 2016”. Planem wytwórni był debiut nowego boysbandu z „nieograniczoną” liczbą członków w ramach grupy, w zgodzie ze strategią „treści kulturowych”. Ponadto grupa miałaby dzielić się na „podjednostki”, składające się z różnych członków z wybranych miast na całym świecie. Nazwa grupy została ujawniona jako NCT, skrót od tytułu prezentacji. Tym samym NCT jako całość została jest pierwszą grupą idoli SM Entertainment od prawie dwóch lat (od debiutu Red Velvet w sierpniu 2014 roku). Założyciel ogłosił także plan debiutu pierwszej podgrupy NCT w pierwszej połowie 2016 roku, w Seulu i Tokio, z kolejną podgrupą z siedzibą w głównych miastach Chin w drugiej połowie, a kolejne w Azji Południowo-Wschodniej i Ameryce Łacińskiej. 1 lipca 2016 roku ogłoszono, że drugą podgrupą będzie NCT 127 – wielonarodowa grupa z siedzibą w Seulu, która będzie aktywnie promować się w Korei Południowej.

## Członkowie
Aktywni
- Johnny (kor. 쟈니)
- Taeyong (kor. 태용)
- Yuta (kor. 유타)
- Doyoung (kor. 도영)
- Jaehyun (kor. 재현)
- Jungwoo (kor. 정우)
- Mark (kor. 마크)
- Haechan (kor. 해찬)

Nieaktywni
- Winwin (kor. 윈윈)

Odeszli
- Taeil (kor. 태일)

## Dyskografia

### Albumy studyjne
- Regular-Irregular (2018)
- Regulate (2018, repackage Regular-Irregular)
- Awaken (2019, album japoński)
- Neo Zone (2020)
- Neo Zone: The Final Round (2020, repackage Neo Zone)
- Sticker (2021)
- Favorite (2021, repackage Sticker)
- 2 Baddies (2022)
- Ay-Yo (2023, repackage 2 Baddies)
- Fact Check (2023)

### Minialbumy
- NCT #127 (2016)
- Limitless (2017)
- Cherry Bomb (2017)
- Chain (2018, japoński album)
- Up Next: Session NCT 127 (2018; cyfrowy)
- We Are Superhuman (2019)
- LOVEHOLIC (2021, album japoński)

## Trasy koncertowe
- NCT 127 1st Tour 'NEO CITY – The Origin' (2019–2020)
- NCT 127 2nd Tour 'NEO CITY – The Awards' (2020)